# Eumasia
Eumasia là một chi bướm đêm nhỏ thuộc họ Psychidae. Nó thuộc tông Apteronini, phân họ Oiketicinae.

## Các loài
Các loài thuộc chi Eumasia gồm:
- Eumasia brunella Hattenschwiler 1996
- Eumasia muscella Saigusa & Sugimoto, 2005
- Eumasia parietariella (Heydenreich 1851)
- Eumasia viridilichenella Saigusa & Sugimoto, 2005